# یواس‌سی‌جی‌سی اکیشا (دبلیوال‌بی-۴۰۶)
یواس‌سی‌جی‌سی اکیشا (دبلیوال‌بی-۴۰۶) (به انگلیسی: USCGC Acacia (WLB-406)) یک کشتی است که طول آن ۱۸۰ فوت (۵۵ متر) می‌باشد. این کشتی در سال ۱۹۴۴ ساخته شد.